# Zak Penn
Zak Penn, född 1968, är en amerikansk manusförfattare och regissör.
Han har regisserat Incident at Loch Ness (2004) och The Grand (2007). Som manusförfattare har han främst gjort sig känd för superhjältefilmer som X-Men 2 (2003), Elektra (2005), X-Men: The Last Stand (2007) och The Incredible Hulk (2008), men har även skrivit Behind Enemy Lines (2001) och Suspect Zero (2004).

## Filmografi

### Regi
- 2004 – Incident at Loch Ness
- 2007 – The Grand
- 2014 – Atari: Game Over

### Manus
- 2001 – Behind Enemy Lines
- 2003 – X-Men 2
- 2004 – Suspect Zero
- 2005 – Elektra
- 2006 – X-Men: The Last Stand
- 2007 – X-Men: The Last Stand
- 2008 – The Incredible Hulk
- 2011 – Alphas (TV-serie)
- 2012 – The Avengers (Endast historia)
- 2017 – Pacific Rim 2

### Produktion
- 2001 – Osmosis Jones
- 2004 – Incident at Loch Ness
- 2007 – The Grand